# Impatiens bicornuta
Impatiens bicornuta är en balsaminväxtart som beskrevs av Nathaniel Wallich. Impatiens bicornuta ingår i släktet balsaminer, och familjen balsaminväxter. Inga underarter finns listade i Catalogue of Life.